# Kot-Lakhpat-Gefängnis
Das Kot-Lakhpat-Gefängnis (englisch Central Jail Lahore, Urdu کوٹ لکھپت جیل‎) ist ein Gefängnis im Stadtteil Kot Lakhpat in Lahore.
Anfang April 2011 befanden sich 3783 Insassen in dem Gefängnis.

## Aktuelle oder ehemalige Insassen
- Raymond Allen Davis, US-Bürger, der in Pakistan eines Doppelmordes im Januar 2011 beschuldigt wird.[1] Er wurde am 16. März 2011 entlassen.[3]
- Javed Iqbal, pakistanischer Serienmörder